# Trạm U-Bahn Münchner Freiheit
Trạm U-Bahn Münchner Freiheit là nhà ga của tàu điện ngầm München ở khu phố Schwabing.  Nó được khai mạc vào ngày 19 tháng 10 năm 1971 và được xây sửa lại từ năm 2008 đến năm 2009 với khái niệm ánh sáng mới của Ingo Maurer.

## Miêu tả
Nhà ga nằm dưới quảng trường cùng tên Münchner Freiheit giữa Leopoldstraße và Alt-Schwabing.  Ở đây ở cuối phía bắc của Đoạn chính 1, các tuyến U3 và U6 tách ra khi tiếp tục chạy xa hơn về phía bắc.  Do đó, nhà ga có bốn đường rày và hai sân ga nằm ở giữa.  Tuyến U3 chạy trên hai đường rày bên ngoài, U6 ở bên trong.  Các dải tuyến xe được hiển thị bằng các màu tương ứng.
Các bức tường dọc theo đường sắt được tạo thành từ những tấm chắn màu xanh lá cây lợt.  Các cột được bọc bằng gạch màu xanh và được chiếu sáng màu xanh từ trên cao. Cả trần nhà được bao phủ hoàn toàn bằng gương vuông, ngoại trừ chỗ dành cho các ống đèn huỳnh quang, sàn nhà được phủ bằng các tấm đá granit phản chiếu.  Tại lối vào đường hầm có một tác phẩm nghệ thuật của Jürgen Reipka.  Cả hai sân ga có thể xuống được từ tầng chỉ cho người có vé bằng thang cuốn và cầu thang đi bộ xuống giữa sân ga hoặc bằng một thang máy ở đầu phía bắc. Tầng giữa, nơi có nhiều cửa hàng bán lẻ, có đường đi lên mặt đất không cần cầu thang và có thể đi trực tiếp vào một cửa hàng bách hóa lân cận. Trên mặt đất, xe buýt và tuyến xe điện 23 dừng lại dưới một cấu trúc mái nổi bật bao gồm các yếu tố màu trắng và màu xanh lá cây nhạt.  Mái này được hỗ trợ bởi 18 trụ cột và được mô phỏng theo một hang động thạch nhũ.
Do việc xây sửa, được hoàn thành trong bối cảnh xây dựng tuyến xe điện 23 kết thúc tại Münchner Freiheit, diện mạo của nhà ga đã thay đổi hoàn toàn.

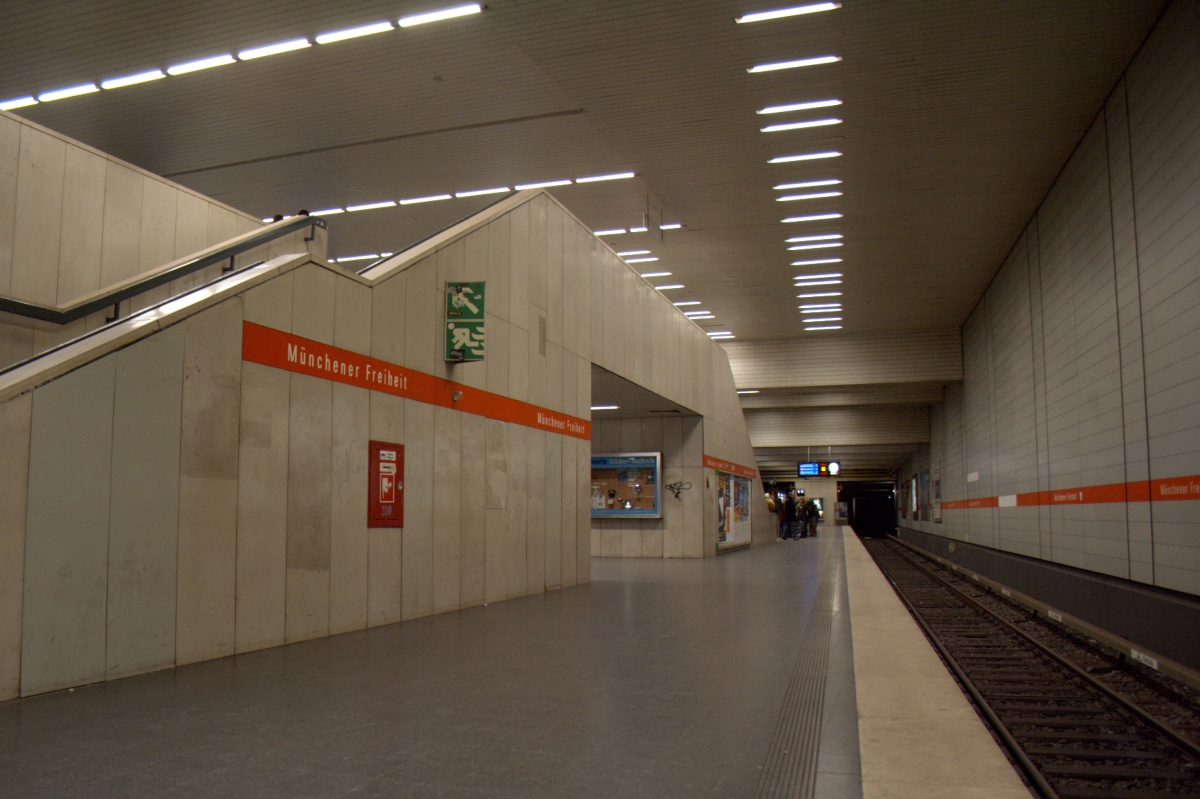
Ga tàu điện ngầm trước khi xây sửa
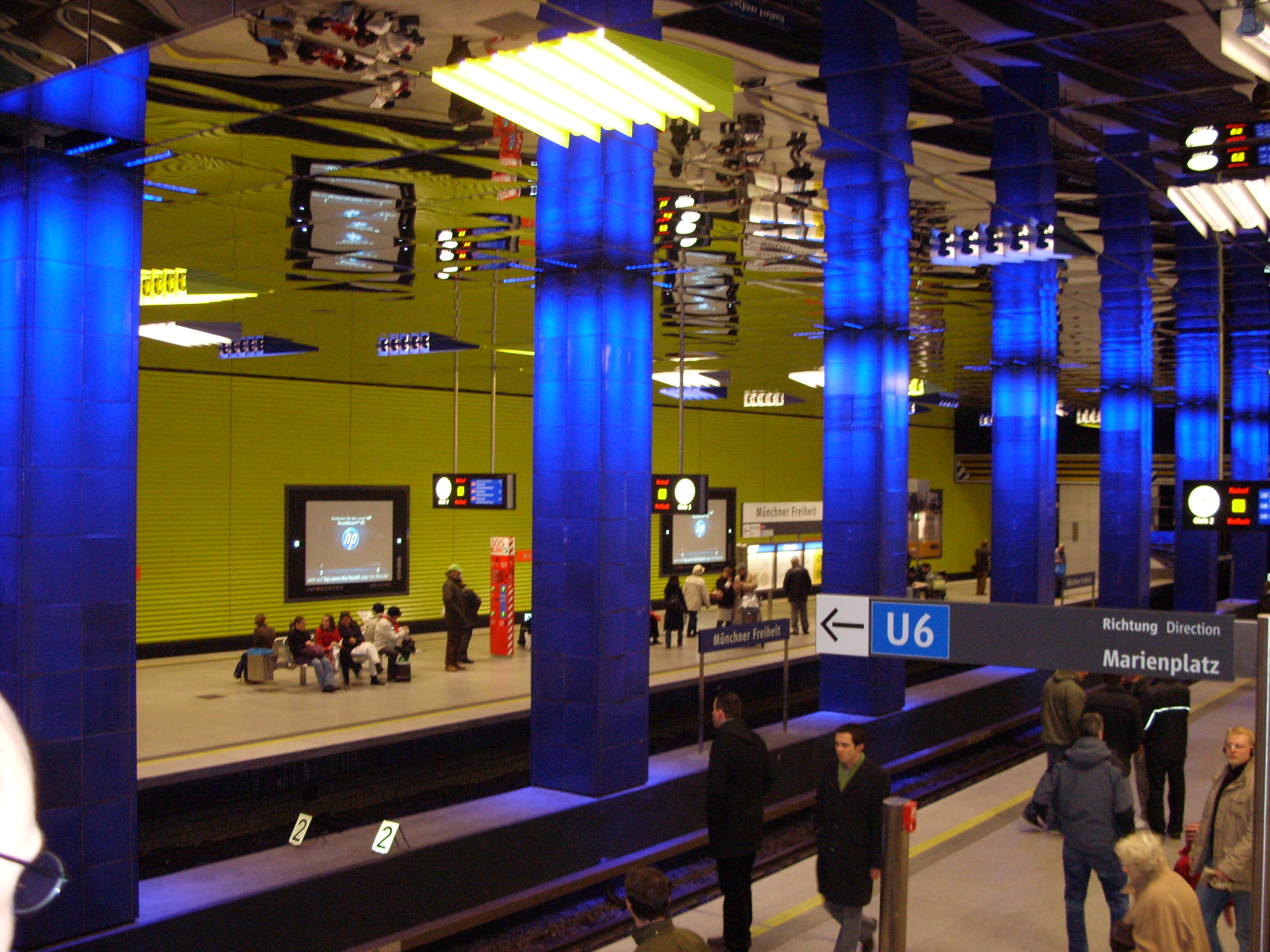
Ga tàu điện ngầm sau khi xây sửa
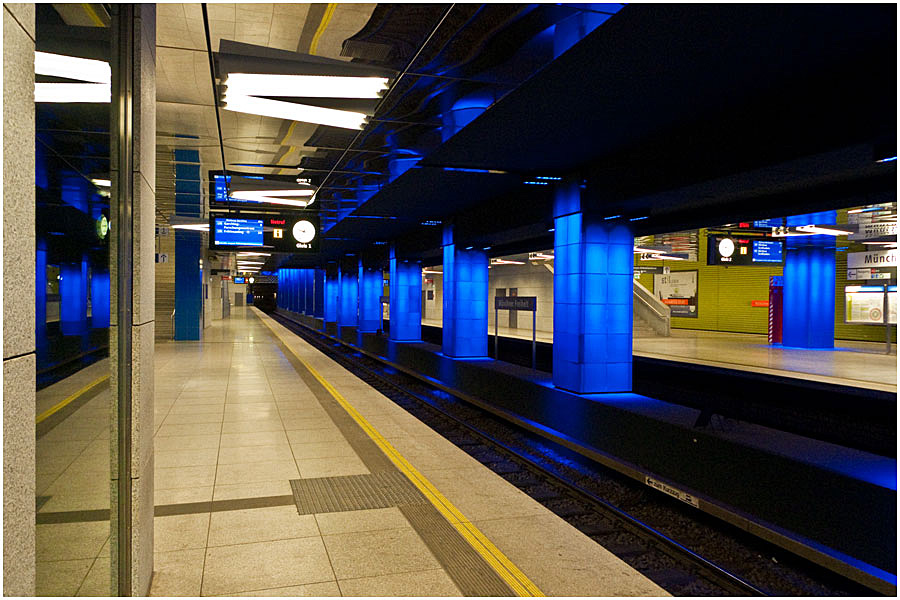
Ga tàu điện ngầm sau khi xây sửa
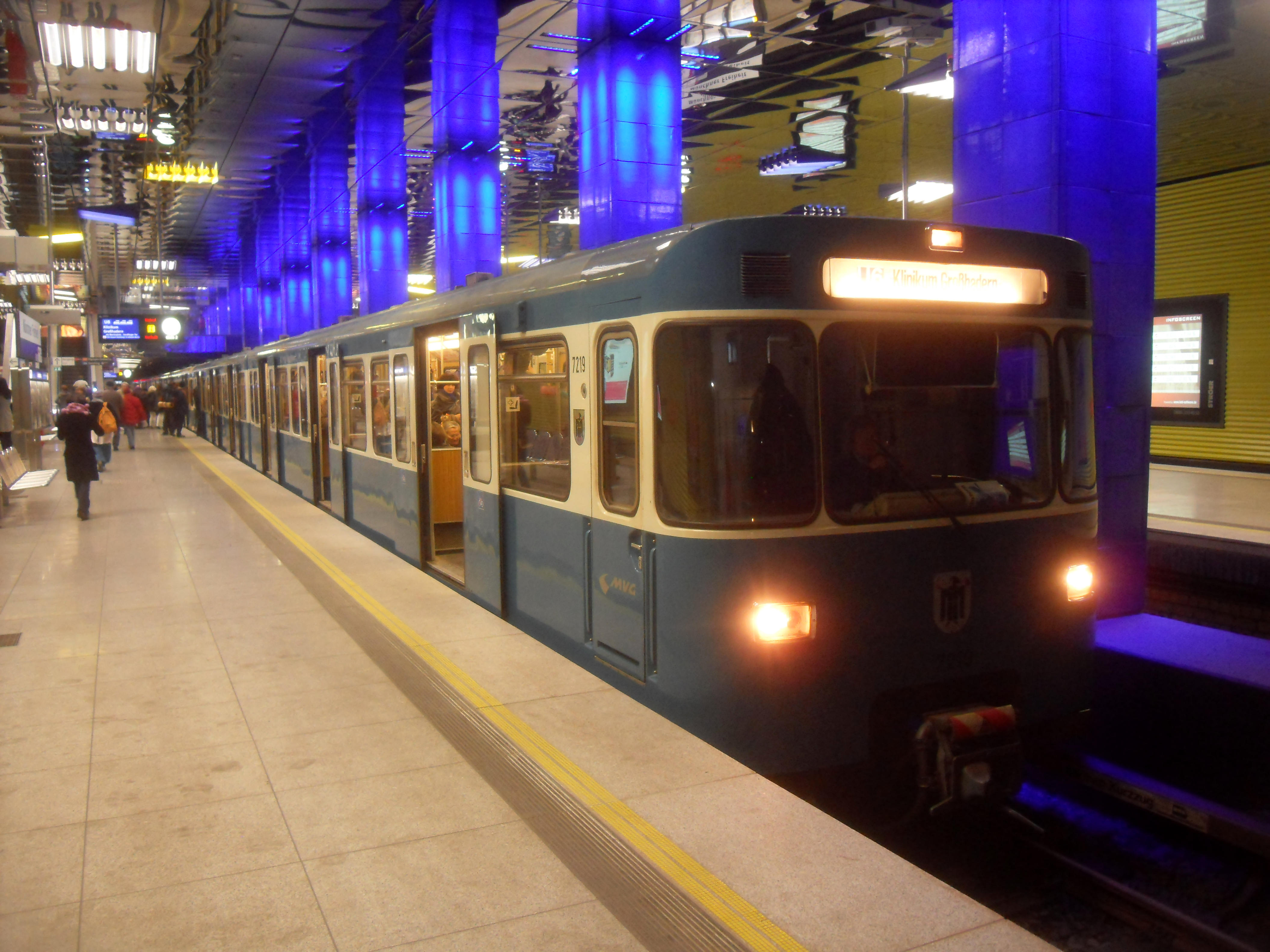
Xe loại A
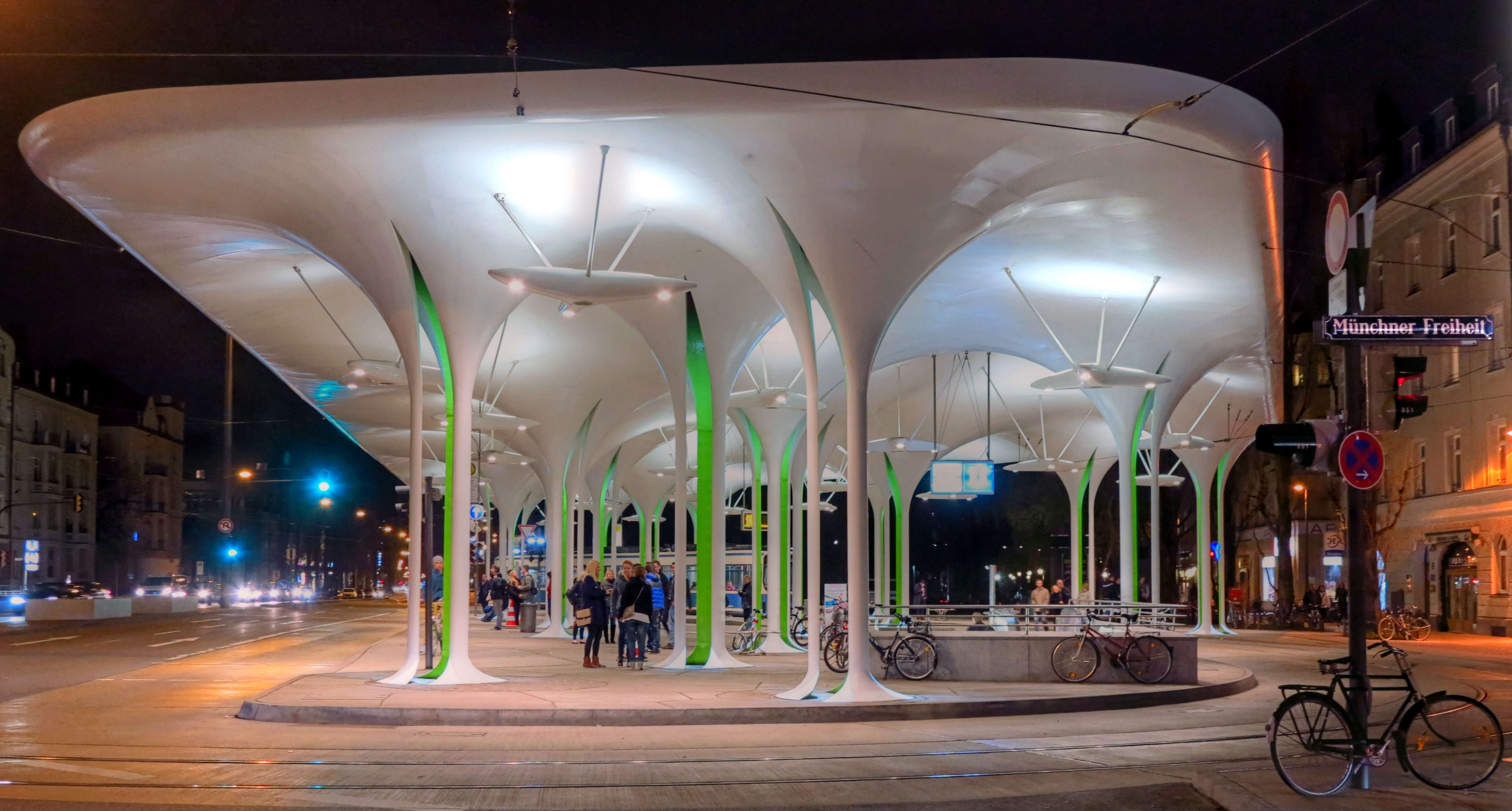
Trạm và xe buýt dừng ở Münchner Freiheit